# Hibbertia patula
Hibbertia patula är en tvåhjärtbladig växtart som beskrevs av André Guillaumin. Hibbertia patula ingår i släktet Hibbertia och familjen Dilleniaceae. Inga underarter finns listade i Catalogue of Life.